# Sinopia

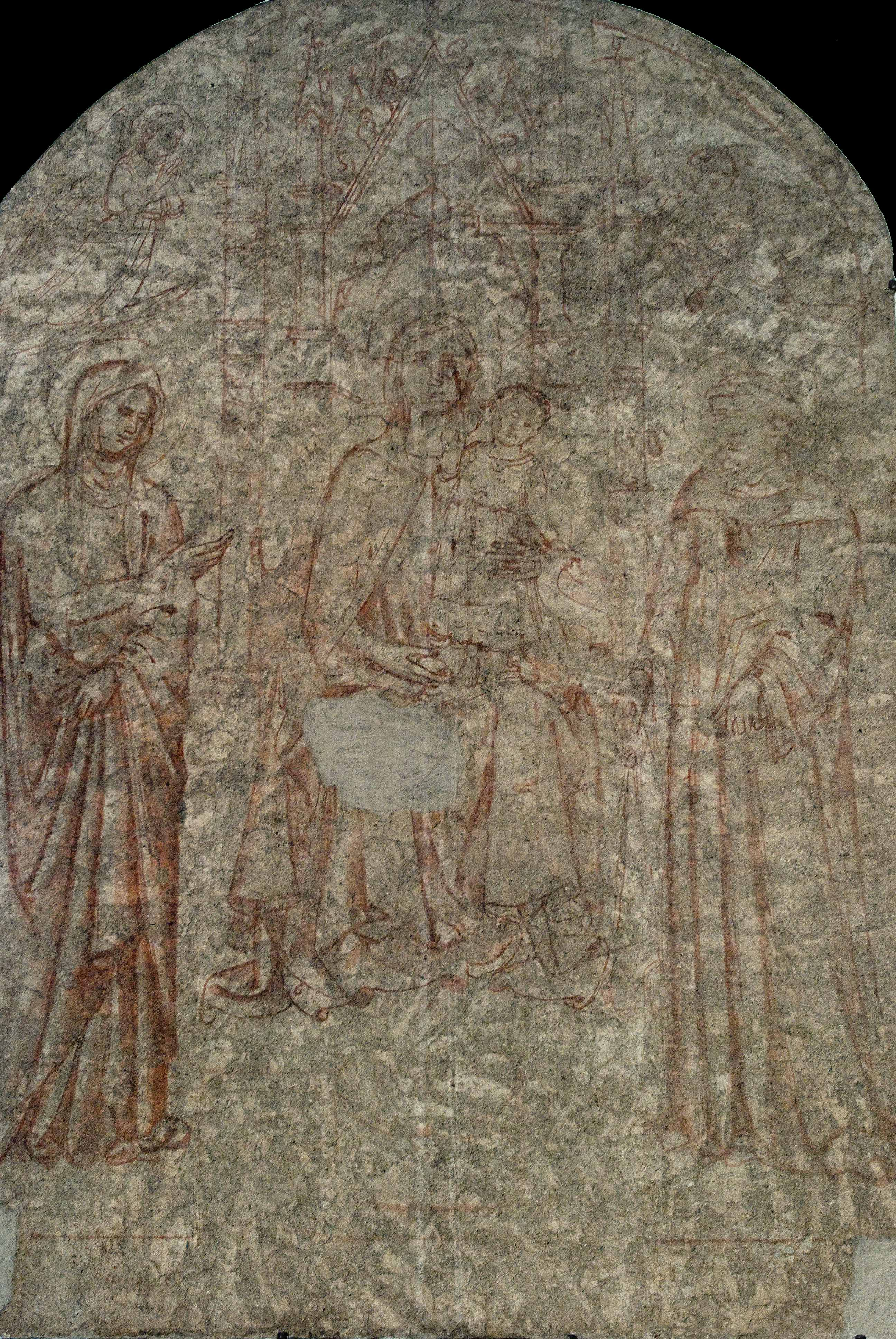
Madonna col Bambino, sinopia du Maestro della Crocifissione Grigg.

La sinopia (au pluriel italien sinopie) est le nom d'un pigment de couleur rouge, connu dans l'Antiquité sous le nom latin de sinopis, qu'on disait tenir son nom de la région de Sinope (Turquie), sur la mer Noire, où on en trouvait.
On appelle aussi sinopia une ébauche de fresque réalisée avec ce pigment rouge.

## Composition
Il est composé d'oxydes de fer.

## Histoire

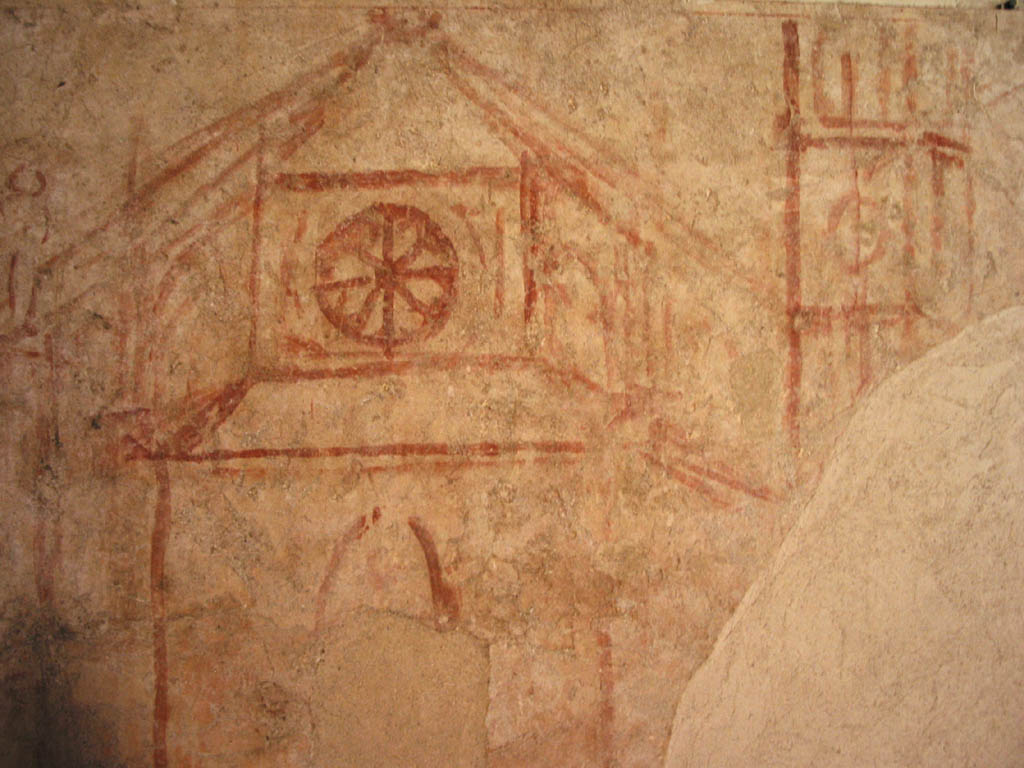
Abbaye de San Galgano, Toscane.

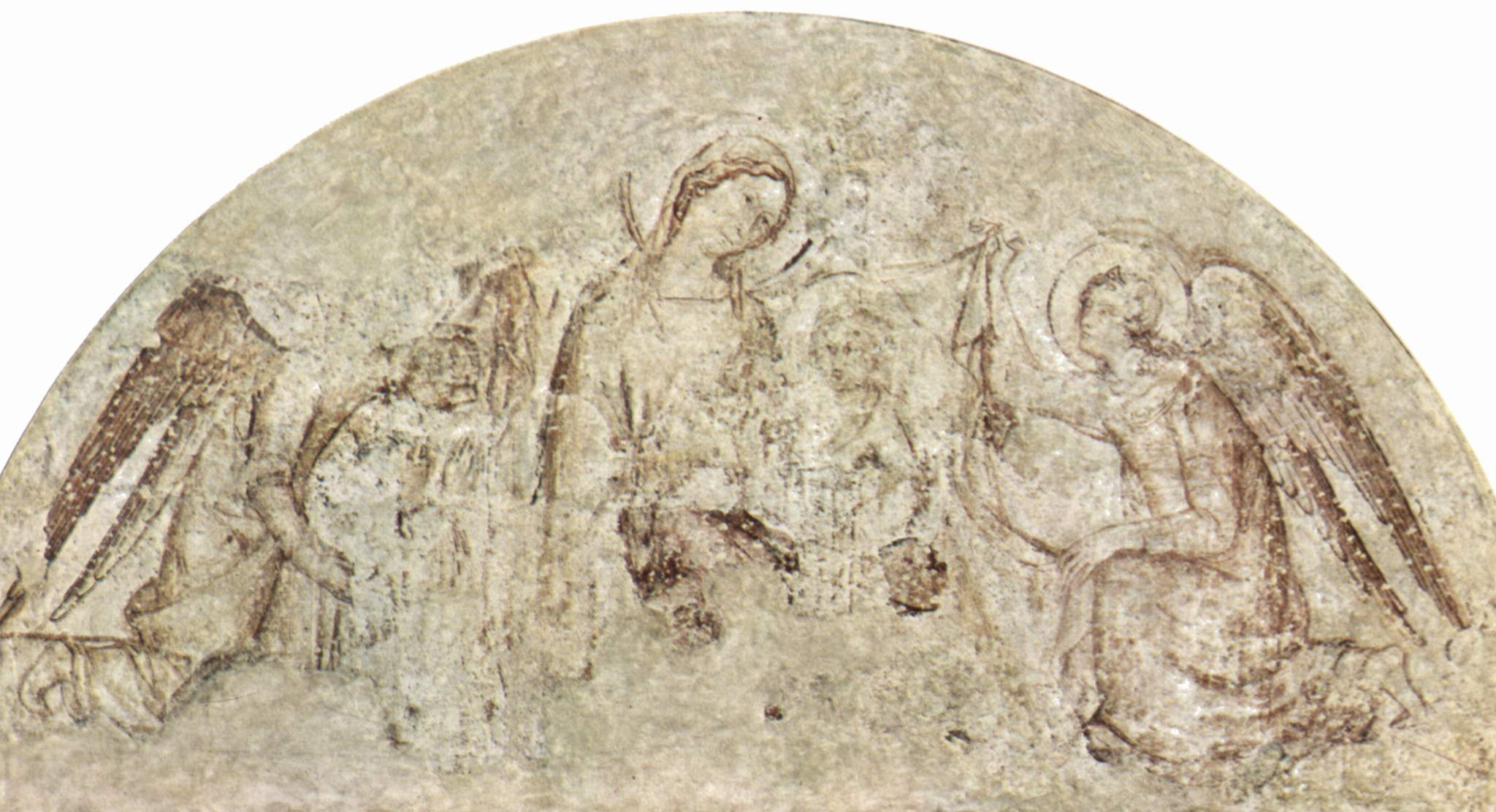
Simone Martini, Avignon.

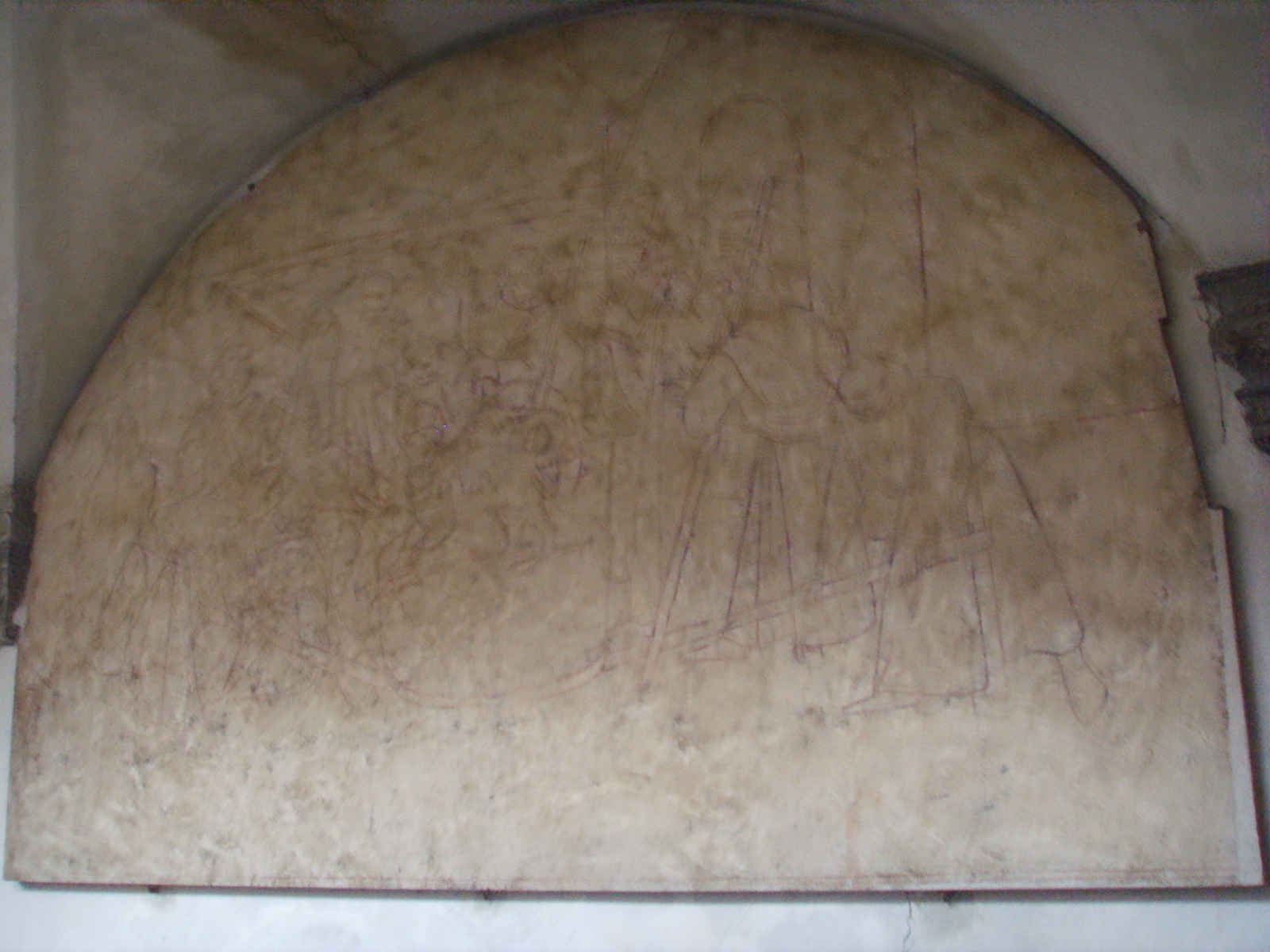
Chiostro degli Aranci, Badia Fiorentina, Florence.

Ce pigment est, dans l'Antiquité, l'un des pigments rouges que l'on connaissait, à côté notamment du cinabre et de diverses formes de rubrica. À propos de la sinopis, Pline l'Ancien écrit : « La meilleure est celle qu'on extrait de grottes, dans l'île de Lemnos et en Cappadoce… On s'en sert soit pour peindre au pinceau, soit pour colorer le bois. »
Au Moyen Âge, il est confondu dans les traités, avec le cinabre et le minium, utilisés également pour obtenir le rouge en peinture.
Comme son emploi est proche de celui de la sanguine, il est alors assimilé aux ocres. 
Cennino Cennini le préconise comme ébauche pour la fresque et la peinture sur bois, car apte à la grisaille, il permet de dessiner au pinceau directement sur le mur a secco, et pour les peintres à fresque italiens pour le transfert sur le velo de leurs dessins préparatoires, puis ils l'abandonnent pour le spolvero.
Par métonymie, le mot « sinopia » désigne également l'œuvre exécutée avec elle.
Depuis la Seconde Guerre mondiale, les techniques qui ont pu permettre de détacher les couches successives des fresques (stacco et strappo), ont révélé en Toscane, des sinopie qui ont souvent restitué des tracés originaux d'artistes, quelquefois trahis par les assistants exécutants. Ces transferts s'effectuent sur des panneaux d'isorel (masonite en anglais).

## Exemples encore visibles
- Madonna col Bambino, Maestro della Crocifissione Grigg, chiesa di santa maria a Mercatale, San Casciano in Val di Pesa.
- Fresques de Ambrogio Lorenzetti dans L'eremo di Montesiepi, abbaye de San Galgano.
- Christ Rédempteur en Gloire entouré par des anges, tympan triangulaire supérieur du porche de la cathédrale Notre-Dame-des-Doms (réalisé dans les années 1340), Palais des papes, Avignon.
- Ébauche de Simone Martini ayant servi à peindre la fresque du porche de la cathédrale Notre-Dame des Doms d'Avignon, panneau exposé dans la salle du consistoire du Palais des papes.
- Histoire de saint Benoît, cloître des orangers, Badia Fiorentina, Florence.
- Deposizione, Lorenzo di Niccolò Gerini, Sant'Ambrogio, Florence.
- L'Apoteosi di Elia, chapelle sant'Aquilino, Basilica di San Lorenzo Maggiore, Milan.
- Vierge à l'Enfant, Fra Angelico, couvent San Domenico (Fiesole).
- L'Institution de l'Eucharistie, Fra Angelico, musée diocésain, Cortone.
- L'Annonciation  et L'Adoration des mages de Benozzo Gozzoli,  Le Jugement dernier de Buonamico Buffalmacco, Scène d'agriculture au Museo delle sinopie de Pise.
- La Bataille de Louvezerp, Pisanello, palais ducal de Mantoue.